# Terapista della neuro e psicomotricità dell'età evolutiva
Il terapista della neuro e psicomotricità dell'età evolutiva (abbreviato in TNPEE, Neuropsicomotricista, Neuro and Psychomotor Therapist of Developmental Age) è una figura professionale, che appartiene al novero delle professioni sanitarie. Svolge attività di abilitazione, di riabilitazione e di prevenzione nei confronti delle disabilità dell'età evolutiva (fascia di età 0 - 18 anni).
La cornice teorica all'interno della quale opera è rappresentata dal modello bio-psico-sociale della disabilità suggerito dall'Organizzazione Mondiale della Sanità. I riferimenti operativi per l'individuazione degli obiettivi dell'intervento sono forniti dalla International Classification of Functioning, Disability and Health (Classificazione Internazionale del Funzionamento, delle Disabilità e della Salute).

## Formazione
La Scuola Speciale per Tecnici Riabilitatori della Neuro e Psicomotricità dell'Età Evolutiva nasce nel 1973, presso l'Istituto di Neuropsichiatria Infantile presso La Sapienza per volontà di Giovanni Bollea.
Nel 1980, in seguito alla revisione degli statuti delle scuole universitarie, la scuola diretta a fini speciali modifica il titolo in scuola per "Terapisti della Riabilitazione della Neuro e Psicomotricità dell'Età Evolutiva". Nel 1993 la scuola, come tutte le altre scuole dirette a fini speciali delle professioni sanitarie, viene convertita in corso di diploma universitario.
In seguito alla riforma universitaria, il corso diventa laurea di 1º livello in terapia della neuro e psicomotricità dell'età evolutiva (TNPEE), appartenente a una delle otto tipologie di corso di laurea della Classe della Riabilitazione delle Lauree delle Professioni Sanitarie.
Nell'ambito della professione sanitaria del terapista della neuro e psicomotricità dell'età evolutiva, i laureati sono operatori sanitari; ovvero svolgono, in collaborazione con l'equipe multi-professionale di neuropsichiatria infantile e in collaborazione con le altre discipline dell'area pediatrica, gli interventi di prevenzione, terapia e riabilitazione delle malattie neuropsichiatriche infantili, nelle aree della neuro-psicomotricità, della neuropsicologia e della psicopatologia dello sviluppo. Il TNPEE è stato costruito a partire dalle indicazioni dell'Organizzazione Mondiale della Sanità e dalle linee guida nazionali inerenti alla professione, proponendo strategie di formazione e metodologie di valutazione innovative che facilitino i formatori nella definizione e nell'implementazione degli obiettivi educativi e di idonei strumenti di valutazione.
Per l'esercizio della professione di TNPEE è necessario essere in possesso di una laurea di primo livello in terapia della neuro e psicomotricità dell'età evolutiva, poiché il TNPEE è l'unico corso di laurea che prepara operatori specializzati nella terapia riabilitativa di bambini da zero a 18 anni. Nell'ambito dell'ordinamento didattico è previsto anche un corso di laurea magistrale in Scienze Riabilitative delle professioni sanitarie oltre che svariati master di 1º o 2º livello, nonché corsi di perfezionamento.
Le scuole private di psicomotricità non formano per la professione di terapista della neuro e psicomotricità dell'età evolutiva, ma alla professione di psicomotricista:

## Ambito di intervento
L'area di intervento del terapista della NPEE (neuro e psicomotricità dell'età evolutiva) è rappresentata dalle disabilità dello sviluppo, intese come quelle situazioni in cui, in conseguenza di una malattia, di un disturbo o di una menomazione, il soggetto presenta difficoltà nell'attualizzazione delle abilità necessarie alle attività e alla partecipazione e, più in generale, alla realizzazione della crescita.
Il TNPEE svolge interventi di prevenzione, terapia e riabilitazione delle malattie neuropsichiatriche infantili, nelle aree della neuro-psicomotricità, della neuropsicologia e della psicopatologia dello sviluppo.
Tra tali disturbi di sviluppo si annoverano: i disturbi neurologici, i disturbi sensoriali e i disturbi neuromotori (paralisi cerebrali infantili; distrofie; paralisi ostetriche, ecc.), i disturbi della coordinazione motoria (disprassia evolutiva), i disturbi dello spettro autistico, i ritardi psicomotori e cognitivi, i disturbi dell'attenzione, i disturbi specifici di linguaggio e di apprendimento (dislessia, disortografia, discalculia, disgrafia), le sindromi genetiche.

### Attività di riabilitazione
Attua negli ambiti della neuropsicomotricità, interventi terapeutici-riabilitativi nelle menomazioni per favorire i processi di riorganizzazione funzionale e svolge attività terapeutica per le disabilità neuropsicomotorie, psicomotorie e neuropsicologiche utilizzando tecniche specifiche per fasce d'età e per singoli stadi di sviluppo, adattando gli interventi alle particolari caratteristiche dei pazienti con quadri clinici multiformi che si modificano nel tempo in relazione alle funzioni emergenti.

### Attività di abilitazione
Interviene sull'emergenza di abilità, favorendo l'emergere delle funzioni: 
- apprendimento e applicazione delle conoscenze
- compiti e richieste generali
- comunicazione
- mobilità
- interazioni e relazioni interpersonali

al fine di garantire le attività e la partecipazione del soggetto, compatibilmente all'età e al livello di sviluppo.

### Attività di prevenzione
Interviene nella duplice prospettiva
- di "prevenire" l'attualizzazione di percorsi di  sviluppo atipici nelle situazioni di rischio, sia biologico che sociale;
- di "prevenire" processi di esclusione del soggetto diversamente abile, favorendo la generalizzazione delle competenze apprese nel setting terapeutico agli abituali contesti di vita.

## Le competenze del terapista della neuro e psicomotricità dell'età evolutiva
La professione del terapista dell'età evolutiva, unica tra le professioni sanitarie riabilitative, si caratterizza, da un lato, per la sua vocazione infantile, ossia per la sua competenza specifica sui bambini dalla nascita fino ai 18 anni di età, cui esclusivamente rivolge il suo intervento e, dall'altro, per un intervento di tipo globale, attento a considerare, per ogni fascia d'età, l'equilibrio complessivo e l'integrazione di tutte le funzioni e le competenze nonché l'interazione tra evoluzione della patologia e stadio di sviluppo.
Il Neuropsicomotricista collabora nell'equipe multi-professionale alla valutazione e all'elaborazione del progetto riabilitativo, curando l'attuazione di un preciso programma di intervento; adotta strategie e tecniche necessarie a raggiungere quelle condizioni in cui funzioni e abilità cognitive e motorie possano comparire ed evolvere malgrado le difficoltà di base.
Le competenze del TNPEE sono molteplici ed ancora una volta interagenti in maniera complessa:
• la presa di coscienza di sé;
• la presa di coscienza dell'altro;
• la presa di coscienza delle regole che definiscono i rapporti interpersonali e, più in generale, del gruppo sociale;
• il padroneggiamento delle strategie di fronteggiamento delle novità e delle difficoltà;
• la pianificazione dei propri comportamenti in una prospettiva a breve, medio e lungo termine.
Si tratta di un percorso di crescita complesso e articolato reso possibile, da un lato, dalla progressiva maturazione di strutture neurobiologiche che riescono ad organizzare le esperienze in sistemi di complessità crescente e, dall'altro, dalla progressiva acquisizione delle abilità emergenti dianzi descritte (motorie, prassiche, linguistiche e sociali).
Tali abilità rendendo possibile l'agire e l'interagire con e sull'ambiente, permettono al bambino di effettuare quelle esperienze critiche per la realizzazione del suo percorso di crescita.
Pertanto, nelle situazioni in cui si verifica la mancata emergenza di un'abilità, il bambino viene a perdere uno strumento necessario per la sua crescita psicologica.
Ne deriva che il lavoro riabilitativo rivolto alla facilitazione dell'abilità non deve mai perdere di vista la valenza strumentale di tale abilità alla realizzazione di un progetto di sviluppo molto più generale: in definitiva, in riabilitazione dell'età evolutiva si lavora per favorire la crescita della persona
Le considerazioni appena esposte hanno rilevanti ricadute sul piano pratico-abilitativo e contribuiscono a fornire connotazioni di originalità e specificità alla riabilitazione dell'età evolutiva.

## Sbocchi lavorativi
Il terapista della neuro e psicomotricità dell'età evolutiva lavora in équipe e interagisce con neuropsichiatri infantili e altri medici specialisti, psicologi dell'età evolutiva, assistenti sociali, insegnanti ed educatori.
Nell'ambito delle patologie neuro-motorie, cognitive, dell'apprendimento e del linguaggio, il percorso riabilitativo si attua in stretto collegamento con le attività di diagnosi e richiede un'integrazione delle unità ospedaliere e territoriali e la cooperazione di più professionalità.
Ecco dove lavora il neuropsicomotricista:
- Servizi di Neuropsichiatria Infantile Universitari e Ospedalieri
- Servizi Materno – Infantili e/o Riabilitativi Territoriali
- Centri di Riabilitazione Convenzionati con il S.S.N.
- Centri di Riabilitazione Privati
- Attività libero professionale.

Per esercitare la professione di TNPEE occorre conseguire la laurea e la corrispettiva abilitazione in terapista della neuro psicomotricità dell'età evolutiva presso università italiane o straniere.

## All'estero
La figura del TNPEE è presente solamente in Italia, pertanto chi volesse lavorare all'estero può far domanda di riconoscimento del titolo alle professioni riabilitative affini e riconosciute, in particolare terapista occupazionale e fisioterapista.

## Il termine "Neuropsicomotricista"
È associato al Terapista della Neuro e Psicomotricità dell'Età Evolutiva (TNPEE) perché la parola stessa "Neuropsicomotricista" è composta da tre elementi chiave presenti nel D.M. n. 56 del 17 gennaio 1997: NEURO, PSICO e MOTRICITÀ. Ognuno di questi elementi è legato a un aspetto specifico di questa professione.
- NEURO si riferisce al sistema nervoso e al cervello. I TNPEE lavorano per migliorare le funzioni cerebrali dei bambini, come l'attenzione, la memoria, il linguaggio e il ragionamento. Questo è particolarmente importante per i bambini con disturbi neurologici o problemi di sviluppo.
- PSICO si riferisce alla dimensione psicologica e alle funzioni mentali. I TNPEE considerano l'impatto delle difficoltà motorie sul benessere emotivo e psicologico del bambino, e lavorano per migliorare la loro autostima, fiducia in se stessi e abilità sociali.
- MOTRICITÀ si riferisce alle abilità motorie e al movimento. I neuropsicomotricisti lavorano per migliorare la coordinazione, l'equilibrio e la forza muscolare dei bambini, aiutandoli a sviluppare abilità motorie appropriate per la loro età.

Il Terapista della Neuro e Psicomotricità dell'Età Evolutiva si concentra sull'intervento precoce e sull'assistenza ai bambini con difficoltà nello sviluppo motorio, cognitivo e affettivo. L'obiettivo è promuovere la crescita e lo sviluppo ottimali attraverso un approccio che tenga conto di tutti gli aspetti della vita del bambino. Pertanto, il termine "neuropsicomotricista" è usato per descrivere questi specialisti e sottolineare la loro competenza nelle aree della neurologia, psicologia e motricità durante l'età evolutiva.

## Esperto dell'Età Evolutiva
Il Terapista della Neuro e Psicomotricità dell'Età Evolutiva è l'unica figura professionale dell'area della riabilitazione formata per intervenire su tutto l'arco dell'età evolutiva, dalla nascita fino ai 18 anni. Questo professionista è considerato un Esperto dell'Età Evolutiva, adottando un approccio globale che considera l'individuo in costante crescita, con strutture neurobiologiche in interazione con l'ambiente.
Intervenendo in tutte le fasi dello sviluppo – dall'età neonatale alla adolescenza – il Terapista della Neuro e Psicomotricità dell'Età Evolutiva si occupa delle aree motorie, cognitive, emotive e sociali, garantendo l'interconnessione tra di esse. La sua missione è supportare la crescita di individui con diverse esigenze di sviluppo, siano esse tipiche o atipiche. Le aree considerate includono quella affettivo-relazionale, motorio-prassica, prassico-simbolica, comunicativo-linguistica e cognitiva.
Attraverso competenze che spaziano dalla neuropsicomotricità all'integrazione sensoriale, il TNPEE aiuta i giovani a superare difficoltà e a potenziare le loro abilità, promuovendo un benessere globale che favorisca l'autonomia e la realizzazione personale.

## Normativa relativa alla professione
- Decreto Ministeriale n. 56 del 17 gennaio 1997: "Individuazione della figura e del relativo profilo professionale del terapista della neuro e psicomotricità dell'età evolutiva"
- Decreto Ministeriale 27 luglio 2000